# Roboto
Roboto is een schreefloze lettertypefamilie, geïntroduceerd door Google bij de uitgave van de 4.0 Ice Cream Sandwich-versie van hun mobiele besturingssysteem Android. Op 12 januari 2012 is de hele lettertypefamilie officieel beschikbaar gesteld op de website van Android. Google omschrijft de lettertypen als "modern, maar toch toegankelijk, en ook emotioneel". Het lettertype is (samen met Noto) de opvolger van Droid Sans, de vroegere Android-lettertypefamilie. Het werd vanaf 16 mei 2013 tevens gebruikt voor de UI van hun sociale netwerk Google+.

## Stijlen van Roboto
In de lettertypefamilie zitten volgende stijlen:
- Roboto Regular & Roboto Regular Condensed
- Roboto Thin
- Roboto Light
- Roboto Medium
- Roboto Bold & Roboto Bold Condensed
- Roboto Black

## Ontwerp
Het lettertype is ontworpen bij Google door Christian Robertson, die eerder ook al meewerkte aan het vroegere Ubuntu-lettertype Ubuntu-Title.

## De Roboto-Helvetica controverse
Na de lancering van Roboto werd er op meerdere sites de gelijkenis met het andere lettertype Helvetica beschreven.  Men dacht dat Google Helvetica heeft nagemaakt. Roboto ziet er voor een deel hetzelfde uit als Helvetica maar heeft een paar letters met een iets korter uiteinde, zoals te zien op de afbeelding.